# Maxime Matveïev
Pour les articles homonymes, voir Matveïev.
Maxime Alexandrovitch Matveïev (en russe : Максим Александрович Матвеев), né le 28 juillet 1982 à Svetly, dans l'oblast de Kaliningrad, est un acteur russe, devenu fort populaire depuis son apparition en 2008 dans le film Les Zazous.

## Biographie
Maxime Matveïev naît le 28 juillet 1982 à Svetly, dans l'oblast de Kaliningrad. Il effectue ses études secondaires au sein de l'école no 2 - V. P. Tikhonov, à Saratov, dont il sort diplômé avec les honneurs en 1998.
Brillant élève, il songe longtemps s'orienter vers des études de médecine. Cette idée lui étant passée, la famille décide que le jeune étudiant suive des études de Droit à l'Académie de la fonction publique de la Région Volga - Piotr Stolypine.
Mais c'est finalement le théâtre qui choisit Maxime, à l'occasion d'une rencontre fortuite lors du bal organisé par la faculté de théâtre, en l'honneur des élèves médaillés de la région. C'est Vladimir Vladimirovitch Smirnov, élève de l'actrice et pédagogue Valentina Alexandrovna Ermakova, qui, durant les divers jeux et concours qui animent la soirée, remarque l'aisance du jeune diplômé. Vladimir Smirnov appelle son professeur, Valentina Ermakova, et convainc Maxime de suivre une audition auprès d'elle.
Maxime passe les concours d'entrée aux deux universités, à l'Académie de la fonction publique ainsi qu'au département du théâtre du Conservatoire de Saratov - Leonid Sobinov. Admis dans cette dernière, il intègre directement la deuxième année et y suit les cours de Valentina Ermakova.
Il obtient son diplôme en 2002 en interprétant son premier grand rôle, celui de Vaslav Nijinski dans la pièce intitulée Le Clown de Dieu.
Il entre ensuite à l'École-studio du Théâtre d'Art Académique de Moscou, où il étudie notamment auprès d'Igor Zolotovitski et de Sergueï Zemtsov.
En 2006 il intègre la troupe du MKhAT, où il débute dans le rôle du chevalier Geoffrey dans La Bête du Piémont d'Andreï Koureïtchik.
Il joue au théâtre moscovite d'Oleg Tabakov à partir de 2009, menant en parallèle une carrière cinématographique.

## Vie privée
- En 2008, il épouse l'actrice Iana Sekste.
- Le 28 juillet 2010, il épouse l'actrice Elizaveta Boïarskaïa. Ils ont un fils, Andreï, né le 7 avril 2012.

## Rôles au théâtre

### Travaux d'écoles
- Jeux de Rois de Grigori Gorine : Percy, Cromwell
- Le Clown de Dieu : Vaslav Nijinski
- Don Juan d'Alexandre Pouchkine : Don Juan

### Théâtre d'art de Moscou
- La Bête du Piémont d'Andreï Koureïtchik : Richard Geoffrey
- La Dernière victime d'Alexandre Ostrovski : Doultchine
- La Cabale des dévots de Mikhaïl Boulgakov:  Zacharie Mouarron
- Le Feu sacré de William Somerset Maugham : Colin Tebret
- Un mari idéal d'Oscar Wilde : Lord Goring
- Tartuffe de Molière : Valère
- Artiste descendant un escalier de Tom Stoppard : Beauchamp
- Le Soleil brillait  d'Anatoli Nikolaïévitch Kourtchatkine : Ioura Sadok, Lionia Finko
- Le Roi Lear de William Shakespeare : Edgar, fils du comte de Gloucester
- Le Quarante-et-unième de Boris Lavrionov : Lieutenant Govoroukha-Otrok

### Tabakerka
- Les Loups et les agneaux d'Alexandre Ostrovski : Apollon Mourzavetski
- Le Diable de Léon Tolstoï : Evgueni Irtenev

## Filmographie partielle

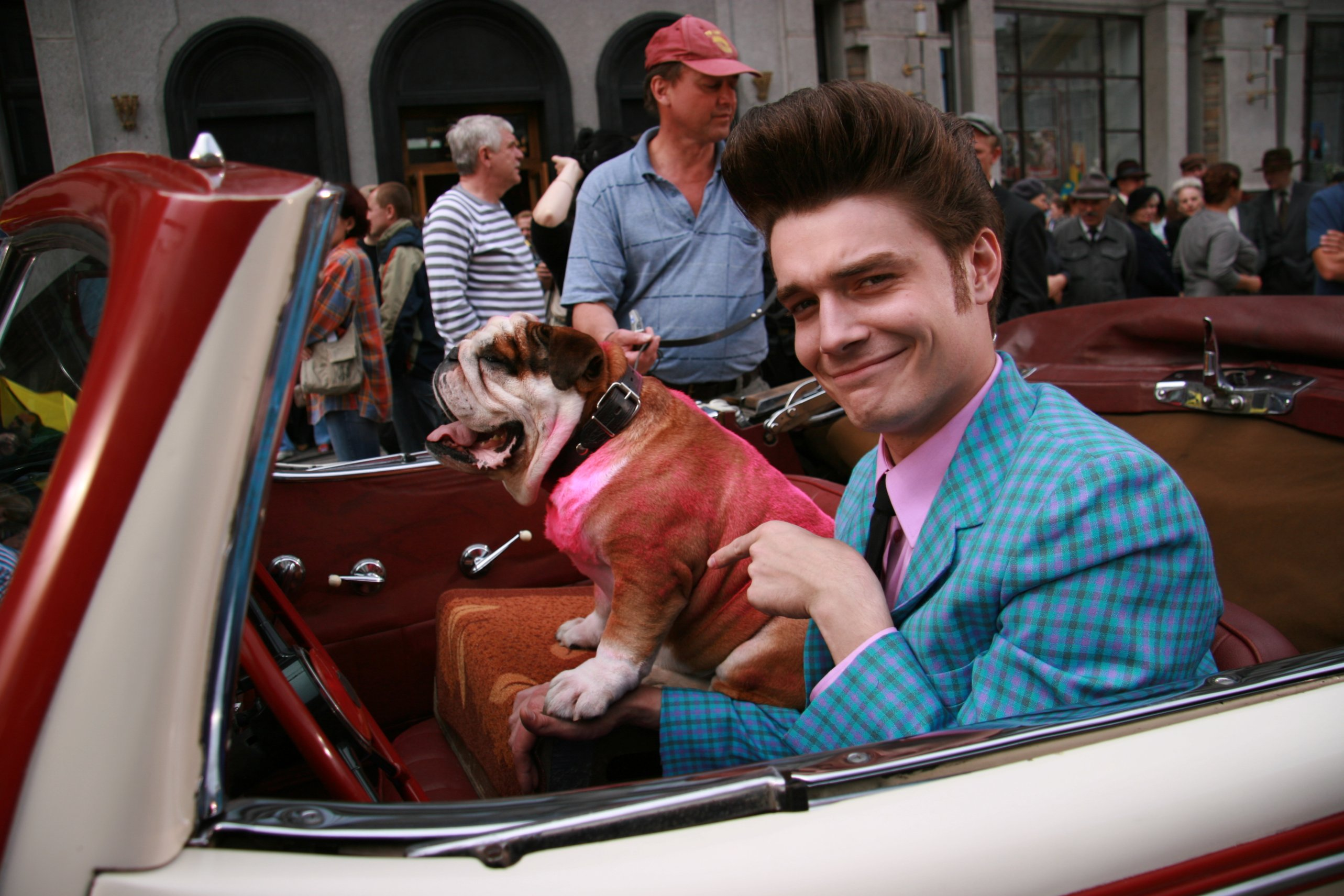
Maxime Matveïev sur le tournage des Zazous

- 2007 : L'Étau (Тиски) : Denis Orlov
- 2007 : Merci pour ton amour! (Спасибо за любовь!) : Vania
- 2008 : Les Zazous[2] (Стиляги) : Fred
- 2008 : Le Tarif du nouvel an (Тариф Новогодний) : Andreï
- 2009 : Pélagie et le bouledogue blanc (Пелагия и белый бульдог) : Arkadi Sergueïevitch Poggio
- 2009 : Je ne dirai pas (Не скажу) : Ivan
- 2010 : Tokarev de Toula (Тульский Токарев) : Artiom
- 2011 : Le Père Noël sonne toujours... trois fois! (Дед Мороз всегда звонит... трижды!) : Arthur
- 2012 : War Zone : l'espion Alexeï
- 2012 : Yalta-45 (Ялта-45) : John Wilby
- 2012 : Bonne Année, les Mamans! (С новым годом, мамы!) : Génia
- 2012 : Mosgaz (Мосгаз) de Andreï Malioukov, série télévisée : Vlad Vikhrov, tueur en série (prototype Vladimir Ionessian)
- 2014 : Les Démons (Бесы) de Vladimir Khotinenko : Nikolai Stavroguine (série télévisée)
- 2016 : Mata Hari (série télévisée) : le capitaine Maslov
- 2017 : Anna Karénine, l'histoire de Vronski (Анна Каренина. История Вронского) de Karen Chakhnazarov : Vronski
- 2017 : De l'amour 2 : Seulement pour adultes (Про любовь 2. Только для врозлых)
- 2019 : L'Union du salut (Союз спасения) de Andreï Kravtchouk : prince Serge Troubetzkoï
- 2020 : Les Chroniques de Sherlock (Шерлок в России) de Nurbek Egen : Sherlock Holmes

## Source
- (ru) Cet article est partiellement ou en totalité issu de l’article de Wikipédia en russe intitulé « Матвеев, Максим Александрович » (voir la liste des auteurs).